# Партизанско гробље у Сомбору
Партизанско гробље у Сомбору, настало је новембра 1944. године упоредо са биткама које су Народноослободилачка војска Југославије и Црвена армија водиле у Подунављу, Подравини и југозападним деловима Мађарске. Сахрањивање је настављено до лета наредне 1945. године.
Гробље се налази на земљишту које је некада припадало сомборском велепоседнику и трговцу Стевану Коњовићу, које је он поклонио Српској православној општини у Сомбору за подизање његове задужбине. У периоду од 1928. до 1938. године подигнута је капела у српско-византијском стилу, која је данас манастир Светог Стефана и припада Епархији бачкој СПЦ.
Два пута годишње, у мају и октобру, када се слави победа над фашизмом и ослобођење града, на Меморијални комплекс венце полажу представници Руске федерације, Градске управе Сомбора, СУБНОР, Војске Србије, Српске православне цркве, Друштва српско-руског пријатељства и МУП.
Партизанско гробље се као меморијални комплекс састоји из четири дела:
- гробље партизана (припадника НОВЈ-а)
- Гробље војника Црвене армије
- гробнице војника бугарске народне армије и
- други део гробља партизана (припадника НОВЈ-а)

## Гробље партизана
Гробље партизана се налази на почетку са леве стране главне стазе и у њему су поред бораца НОВЈ-а сахрањивани и борци Црвене армије. Надгробни споменици партизана су рађени у бетону сивкасте боје. Касније су родитељи или рођаци о свом трошку подигли споменике.
У гробљу је сахрањено 153 партизана, 51 војник Црвене армије, од којих је само један идентификован. У заједничкој гробници сахрањено је 140 бораца партизана и црвеноармејаца.

## Гробље војника Црвене армије
Гробље војника Црвене армије се налази у продужетку партизанског гробља, ограђено је бетонском оградом, са централним пирамедалним спомеником и гробовима означеним малим пирамидама са именима војника. У гробљу је сахрањено 153 војника, од којих је шест непознатих. У гробљу је накнадно сахрањено и девет официра који су пренети из Жупанијског парка. 
Гробље црвеноармејаца је реновирано 2006. године, а финансирала га је Амбасада Русије у Београду.

## Гробница војника бугарске народне армије
Гробница војника бугарске народне армије је обележена спомеником који је подигао СУБНОР Сомбора. У гробници је било сахрањено 70 војника. Њихова тела касније су пребачена у заједничку гробницу бугарских војника у Вуковару.  

## Други део партизанског гробља
Други део партизанског гробља се налази иза манастирске цркве и у њему је настављено сахрањивање партизана после попуњавања првог дела.